# Microneta
Genre
Microneta est un genre d'araignées aranéomorphes de la famille des Linyphiidae.

## Distribution
Les espèces de ce genre se rencontrent en écozones holarctique, néotropicale et australasienne.

## Liste des espèces
Selon World Spider Catalog (version 26, 18/02/2025) :
- Microneta acutalis Irfan, Zhang & Peng, 2025
- Microneta caestata (Thorell, 1875)
- Microneta circumacta Irfan, Zhang & Peng, 2025
- Microneta disceptra Crosby & Bishop, 1929
- Microneta flaveola Banks, 1892
- Microneta formicaria Balogh, 1938
- Microneta inops (Thorell, 1875)
- Microneta maliuxiensis Irfan, Zhang & Peng, 2025
- Microneta orines Chamberlin & Ivie, 1933
- Microneta orthogonia (Irfan, Wang & Zhang, 2023)
- Microneta semiatra (Keyserling, 1886)
- Microneta sima Chamberlin & Ivie, 1936
- Microneta varia Simon, 1898
- Microneta viaria (Blackwall, 1841)
- Microneta watona Chamberlin & Ivie, 1936

## Systématique et taxinomie
Ce genre a été décrit par Menge en 1869.

## Publication originale
- Menge, 1869 : « 'Preussische Spinnen. III Abteilung. » Schriften der Naturforschenden Gesellschaft in Danzig, vol. 2, p. 219-264 (texte intégral).